# جیمز اس واس
جیمز شلتون واس (به انگلیسی: James Shelton Voss) فضانورد اهل کشور ایالات متحده آمریکا است که در ۳ مارس ۱۹۴۹ میلادی در کوردووا، آلاباما زاده شد.
وی در مأموریت اس‌تی‌اس-۴۴، اس‌تی‌اس-۵۳، اس‌تی‌اس-۶۹، اس‌تی‌اس-۱۰۱، اس‌تی‌اس-۱۰۲، اکسپدییشن ۲، اس‌تی‌اس-۱۰۵ حضور داشته است.